# Japan Soccer League 1980
La stagione 1980 è stata la sedicesima edizione della Japan Soccer League, massimo livello del campionato giapponese di calcio.

## Avvenimenti
Il torneo che si svolse tra il 5 aprile e il 3 novembre 1980 presentò alcune modifiche nel regolamento, riguardanti il sistema di assegnazione dei punti (fu ripristinato il sistema abolito nel 1976, con due punti per la squadra vincitrice di un incontro, zero per la perdente e uno ciascuno in caso di pareggio) e l'accesso ai play-off (ora possibile solo per le penultime classificate e la seconda della Division 2).
Il primo raggruppamento registrò la vittoria finale dello Yanmar Diesel, alla sua quarta affermazione nazionale. A fondo classifica la retrocessione diretta spettò al Nissan Motors, mentre lo Yamaha Motors si salvà sconfiggendo ai playoff il Fujitsu, classificatosi secondo in Division 2. Davanti al Fujitsu, l'Honda ottenne l'accesso diretto alla Division 1, mentre la differenza reti decretò la retrocessione in Japan Regional League dello Yokkaichi Oil e l'accesso ai playoff del Kofu (nel corso dei quali prevalse contro il Furukawa Electric Chiba).

## Squadre

### Allenatori
Division 1
| Club              | Allenatore         |
| ----------------- | ------------------ |
| Fujita Kogyo      | Yoshinobu Ishii    |
| Furukawa Electric | Masao Uchino       |
| Hitachi           | Mutsuhiko Nomura   |
| Mitsubishi HI     | Kenzō Yokoyama     |
| Nippon Steel      | Hisao Kami         |
| Nissan Motors     | Shū Kamo           |
| Toyo Kogyo        | Aritatsu Ogi       |
| Yamaha Motors     | Ryūichi Sugiyama   |
| Yanmar Diesel     | Kunishige Kamamoto |
| Yomiuri           | Shōichi Nishimura  |

Division 2
| Club            | Allenatore          |
| --------------- | ------------------- |
| Fujitsu         | Shigeo Yaegashi     |
| Honda           | Katsuyoshi Kuwahara |
| Kofu Club       | Kenji Tahara        |
| Nippon Kokan    | Susumi Chida        |
| Sumitomo Metals | Shunji Nakamura     |
| Tanabe Pharma   | sconosciuto         |
| Teijin          | sconosciuto         |
| Toshiba         | Hiroshi Shimizu     |
| Toyota Motors   | Kenji Soga          |
| Daikyo Oil      | sconosciuto         |

## Classifiche finali

### JSL Division 1
|                     | Pos. | Squadra           | Pt | G  | V  | N | P  | GF | GS | DR  |
| ------------------- | ---- | ----------------- | -- | -- | -- | - | -- | -- | -- | --- |
| Giappone (bandiera) | 1.   | Yanmar Diesel     | 30 | 18 | 13 | 4 | 1  | 29 | 13 | +16 |
|                     | 2.   | Fujita Kogyo      | 23 | 18 | 10 | 3 | 5  | 33 | 19 | +14 |
|                     | 3.   | Furukawa Electric | 22 | 18 | 9  | 4 | 5  | 26 | 21 | +5  |
|                     | 4.   | Mitsubishi HI     | 20 | 18 | 7  | 6 | 5  | 24 | 20 | +4  |
|                     | 5.   | Yomiuri           | 20 | 18 | 6  | 8 | 4  | 22 | 21 | +1  |
|                     | 6.   | Hitachi           | 19 | 18 | 8  | 3 | 7  | 32 | 28 | +4  |
|                     | 7.   | Toyo Kogyo        | 17 | 18 | 8  | 1 | 9  | 37 | 29 | +8  |
|                     | 8.   | Nippon Steel      | 15 | 18 | 6  | 3 | 9  | 21 | 27 | -6  |
|                     | 9.   | Yamaha Motors     | 13 | 18 | 5  | 3 | 10 | 28 | 39 | -11 |
|                     | 10.  | Nissan Motors     | 6  | 18 | 2  | 2 | 14 | 11 | 41 | -30 |

Legenda:

      Campione del Giappone

      Retrocessa in Japan Soccer League Division 2 1981

Note:
Due punti a vittoria, uno a pareggio, zero a sconfitta.

### JSL Division 2
|  | Pos. | Squadra         | Pt | G  | V  | N | P  | GF | GS | DR  |
|  | ---- | --------------- | -- | -- | -- | - | -- | -- | -- | --- |
|  | 1.   | Honda           | 28 | 18 | 13 | 2 | 3  | 43 | 17 | +26 |
|  | 2.   | Fujitsu         | 25 | 18 | 10 | 5 | 3  | 45 | 12 | +23 |
|  | 3.   | Toshiba         | 22 | 18 | 8  | 6 | 4  | 30 | 17 | +13 |
|  | 4.   | Nippon Kokan    | 20 | 18 | 7  | 6 | 5  | 23 | 17 | +6  |
|  | 5.   | Toyota Motors   | 18 | 18 | 7  | 4 | 7  | 29 | 34 | -5  |
|  | 6.   | Tanabe Pharma   | 17 | 18 | 6  | 5 | 7  | 15 | 22 | -7  |
|  | 7.   | Teijin          | 17 | 18 | 7  | 3 | 8  | 20 | 24 | -4  |
|  | 8.   | Sumitomo Metals | 13 | 18 | 4  | 5 | 9  | 22 | 33 | -11 |
|  | 9.   | Kofu Club       | 10 | 18 | 4  | 2 | 12 | 17 | 33 | -16 |
|  | 10.  | Daikyo Oil      | 10 | 18 | 5  | 0 | 13 | 27 | 46 | -19 |

Legenda:

      Promossa in Japan Soccer League Division 1 1981

      Retrocessa in Japan Regional League 1981

Note:
Due punti a vittoria, uno a pareggio, zero a sconfitta.
Lo Yokkaichi Oil retrocesse in virtù di una peggior differenza reti rispetto a quella del Kofu Club

## Risultati

### Spareggi promozione/salvezza
|               |     |               | Città e data                      |
| ------------- | --- | ------------- | --------------------------------- |
| Yamaha Motors | 1-0 | Fujitsu       | Hamamatsu, Iwata, 9 novembre 1980 |
|               |     |               |                                   |
| Fujitsu       | 1-1 | Yamaha Motors | Yokohama, 16 novembre 1980        |

### Play-off interdivisionali
|                         |     |                         | Città e data               |
| ----------------------- | --- | ----------------------- | -------------------------- |
| Kofu Club               | 1-2 | Furukawa Electric Chiba | Nirasaki, 9 novembre 1980  |
|                         |     |                         |                            |
| Furukawa Electric Chiba | 1-4 | Kofu Club               | Yokohama, 16 novembre 1980 |

## Statistiche

### Primati stagionali
| Record della Division 1 - Maggior numero di vittorie: Yanmar Diesel (13) - Minor numero di sconfitte: Yanmar Diesel (1) - Miglior attacco: Toyo Kogyo (37) - Miglior difesa: Yanmar Diesel (13) - Miglior differenza reti: Yanmar Diesel (+16) - Maggior numero di pareggi: Yomiuri (8) - Minor numero di pareggi: Toyo Kogyo (1) - Maggior numero di sconfitte: Nissan Motors (14) - Minor numero di vittorie: Nissan Motors (2) - Peggior attacco: Nissan Motors (11) - Peggior difesa: Nissan Motors (41) - Peggior differenza reti: Nissan Motors (-30) | Record della Division 2 - Maggior numero di vittorie: Honda (13) - Minor numero di sconfitte: Honda e Fujitsu (3) - Miglior attacco: Fujitsu (45) - Miglior difesa: Fujitsu (12) - Miglior differenza reti: Honda (+26) - Maggior numero di pareggi: Toshiba e Nippon Kokan (6) - Minor numero di pareggi: Yokkaichi Oil (0) - Maggior numero di sconfitte: Yokkaichi Oil (13) - Minor numero di vittorie: Sumitomo e Kofu Club (4) - Peggior attacco: Kofu Club (17) - Peggior difesa: Yokkaichi Oil (46) - Peggior differenza reti: Yokkaichi Oil (-19) |

### Classifica marcatori
| Gol |  |  | Giocatore             | Squadra       |
| --- |  |  | --------------------- | ------------- |
| 14  |  |  | Hiroyuki Usui         | Hitachi       |
| 10  |  |  | Kunishige Kamamoto    | Yanmar Diesel |
| 9   |  |  | João Dickson Carvalho | Fujita Kogyo  |

| Gol |  |  | Giocatore     | Squadra |
| --- |  |  | ------------- | ------- |
| 11  |  |  | Shiro Higuchi | Honda   |